# Synode von Neuching
Die Synode von Neuching ist neben der Synode von Aschheim und der Synode von Dingolfing eine der drei großen unter dem Agilolfinger Herzog Tassilo III. abgehaltene Synoden in Bayern. Sie wurde vermutlich am 14. Oktober 771 oder 772 zu Niuhuinga (= Neuching) abgehalten und dabei wurden vorwiegend weltliche Gesetze, also solche, die das Volk betreffen (De popularibus legibus), in Ergänzung zur Lex Baiuvariorum beschlossen.
Auf der Synode wurden 18 Kanones beschlossen; zudem ist eine Pastoralverordnung angehängt, welche die Aufgaben von Bischöfen und Priestern sowie von Äbten und Mönchen in Erinnerung ruft. Der Text wurde vermutlich von Bischof Arbeo niedergeschrieben oder diktiert.
In der Einleitung des Textes über den Kirchenrat heißt es, der Fürst habe aus Eingebung des göttlichen Geistes die Großen seines Reiches (die proceres) zusammengerufen, um das, was im Laufe der Zeit verdorben wurde, mit Zustimmung des ganzen Volkes wegzuschneiden und durch Dekrete in eine gesetzliche Form zu bringen. Einleitend wurde auch festgestellt, dass die Seelsorge des Volkes (mit Ausnahmen in Notsituationen) nicht von den Mönchen vorgenommen werden soll, sondern den Weltpriestern und den Bischöfen zusteht. Am Ende der Ratsversammlung haben alle einhellig beschlossen, dass wer von den Vorschriften abweichen wolle, aus ihrer Mitte entfernt werden solle, bis zu einer wiederholten Untersuchung auf einer neuen öffentlichen Synode. Es deutet sich hier die frühe Entstehung einer Landschaft mit Mitspracherechten der Großen des Landes an.

## Inhalt
Die Beschlüsse der Synode lauten:
Ein Leibeigener darf nicht außerhalb der Grenzen seines Bezirks verkauft werden; bei einem Verstoß wird ein Wergeld fällig (Art. 1). Gestohlene Sachen (auch Tiere) dürfen nicht verkauft oder durch Zauber weggeschafft werden (Art. 2). Wer im Haus eines anderen einen Diebstahl an Sachen oder Personen begeht und dabei getötet wird, erhält keine Wiedergutmachung; der Bestohlene hat das Recht, diesen inner- oder außerhalb des Hauses zu töten. Der Täter muss dies aber seinen Nachbarn anzeigen (Art. 3).
Auch darf niemand eine gestohlene Sache annehmen oder diese verbergen (Art. 7). Wer einem Dieb durch die Beibringung von Zeugen (Zeugenzucht) die Tat nicht nachweisen kann, der soll so büßen als ob er die Sache selbst gestohlen hätte (Art. 11). Freigelassene können zu Gerichten gezwungen werden, die Urtella (= Gottesgericht) heißen (Art. 8).
Wer in seinem Haus bei einer Visitation (Selisuchen) Widerstand leistet, soll mit 40 Schillingen bestraft werden (Art. 12). Wer sich demjenigen widersetzt, der sich seine gestohlene Sache wieder aneignen will (= Handalod), soll dem Staat 40 Schilling bezahlen und die gestohlene Sache wieder herausgeben (Art. 13). Wenn ein Dieb bei seiner Tat umgebracht wurde und ein Anverwandter dies rächen wollte, so soll er sein Eigentum verlieren (Art. 14).
Ein Zweikampf (Vuehandik) soll erst dann stattfinden, wenn die Parteien dazu bereit sind, damit nicht durch Lieder oder teuflische Künste Nachstellungen gemacht werden (Art. 4). Wer es wagt, bei einem Streit, genannt Kampfvuch (Kampf auf Leben und Tod), bei dem das Urteil gesprochen ist, die gleiche Sache nochmals gegen den Kläger vorzubringen, soll in der Kirche einen Eid, genannt Abteia (= Achteid), mit drei Zeugen leisten (Art. 5). Bei einer Handlung, die die Bojarier Staffsaken (= ein vor einem Götzenbild abgelegter Eid) nennen, muss der Schuldige dieses zurücknehmen und seine rechte Hand zum gerechten Urteil des Himmels ausstrecken (Art. 6).
Personen, die durch die Kirche Freiheit erlangt haben, sollen diese sowohl selbst wie auch ihre Nachkommen behalten (Art. 9). Wenn einer von diesen umgebracht wird, so soll der Wert dafür jener Kirche gezahlt werden, von der er die Freiheit erhalten hat (Art. 10).
Wer ein Siegel entehrt und die Verordnungen nicht vollzieht, soll beim ersten Mal angeklagt werden, beim zweiten Mal muss er 40 Schilling Strafe zahlen, beim dritten Mal den Schätzpreis ersetzen und beim vierten Mal aus dem Amt gejagt werden (Art. 15). Wenn ein Richter einen Dieb nach der zweiten oder dritten Tat nicht verdammt und ihn des teuflischen Gewinnes wegen frei lässt, soll er dem, welchen er betrogen hat, den Schaden wie die eigene Schuld ersetzen (Art. 16). Wenn ein Mann sich von seiner Frau wegen Ehebruchs hat scheiden lassen und einer ihrer Anverwandten ihn deswegen verfolgen sollte, so soll dieser von seinem väterlichen Erbgut vertrieben werden (Art. 17).
Wenn ein Kleriker, nachdem er eine Tonsur erhalten hat, sein Haar wie das Volk „kräuseln“ will, oder eine verschleierte Jungfrau ihren Schleier ablegen will, so muss man ihnen dieses verweisen und sie aus der Kirche ausschließen (Art. 18).
In der angehängten Pastoralverordnung werden die Bischöfe an die Pflichten hinsichtlich ihres Lebenswandels und an die Vorschriften gegenüber den Diakonen erinnert. Die Priester müssen sorgfältig ausgewählt werden, damit die Seelsorge nicht aus Habsucht, sondern wegen des Gewinnes der Seele ausgeübt wird. Der Bischof muss auch auf die Bildung der Priester achten, damit sie das ihnen anvertraute Volk leiten und die Messe lesen können. Die Taufe soll zweimal im Jahr durchgeführt werden. Ein Priester muss auch ein Sakramentenbuch führen, in das der Bischof Einsicht nehmen kann. Die Priester werden ermahnt, Gott Opfer zu bringen und sich der Unzucht, der Meineide und der Befleckung der Götzen enthalten.
Es schließen sich auch Hinweise über die Kleidung der Priester an, sie sollen keine weltliche Kleidung und keine Waffen tragen. In jeder Stadt soll eine Schule zur Priesterausbildung errichtet werden.

## Bedeutung der Synode
Die gefassten Beschlüsse sind kirchen-, rechts- und staatspolitisch bedeutsam. In den Präliminarien kommt zum Ausdruck, dass der Herzog aus eigenem Bestreben (und nicht etwa auf Befehl eines Königs oder des Papstes) tätig wird. Zugleich sichert er sich die Zustimmung von Adel und Geistlichkeit und es werden Rechte der einfachen Menschen betont.
Dann werden Bischöfe und Weltpriester gestärkt, indem die Mönche auf ihre Klöster beschränkt werden und nicht die Seelsorge des normalen Volkes betreiben sollen. Es wird aber ein Kompromiss zwischen Bischöfen und Äbten angezielt. Man erkennt darin auch das Bestreben, die Reste des Heidentums zurückzudrängen. Auch der Stand der Freigelassenen erhält eine Aufwertung. Besitz und Wohnstätten werden besonders geschützt und Diebstahl wird mit schweren Strafen bedroht. Auch Richter, die diese Strafen nicht vollziehen wollen, geraten in Gefahr, anstelle der Missetäter zu büßen. Der Schutz des herzoglichen Siegels bedeutete für die Befehlsempfänger eine engere und strafbewehrte Bindung bis zum Amtsverlust an den Herzog. Erwähnenswert sind auch die Hinweise, dass diejenigen, die sich nicht an die Beschlüsse halten, aus der Mitte der Verantwortlichen ausgeschlossen werden und dass Änderungen erst wieder bei einer neuen Synode getroffen werden können.
Die ersten drei Bestimmungen kehren wortwörtlich in der Lex Baiuvariorum wider (XI. Über gewaltsames Eindringen), was eine partielle Datierung dieses Gesetzeswerkes erlaubt.